# Стийл (остров)
Стийл (на английски: Steele Island) е остров в западна част на море Уедъл, попадащо в акваторията на Атлантическия сектор на Южния океан. Разположен е на 19 km югоизточно от нос Шарбоно̀ на Антарктическия полуостров (Бряг Блек на Земя Палмър), като е „циментиран“ в южната част на шелфовия ледник Ларсен. Дължина от изток на запад 19 km, ширина 16 km..
Островът е открит и топографски заснет през 1940 г. от полева група на източния отряд на американската антарктическа експедиция 1939 – 41 г., възглавявана от Ричард Бърд и е наименуван в чест на Кларънс Стийл (1912 – 1974), водач на всъдеход в експедицията.